# Mittenothamnium overlaetii
Mittenothamnium overlaetii là một loài Rêu trong họ Hypnaceae. Loài này được Thér. & Naveau mô tả khoa học đầu tiên năm 1942.